# Sigfride Bille
Sigfride (døbt Siegfriede) Caroline Bille (28. august 1877 i København – 29. april 1970 sammesteds) var en dansk maler.
Hendes forældre var kammerherre, kaptajn Steen Andersen Bille og overbestyrerinde for det "Kvindelige velgjørende Selskab" Siegfriede Frederikke født komtesse Raben-Levetzau.
Hun gik på N.V. Dorphs Malerskole 1906-09, Det tekniske Selskabs Skole i København 1910 og fik dernæst en international uddannelse på Secessionsschule i Berlin 1912 (elev af Lovis Corinth) og på Académie Ranon i Paris 1913 (elev af Maurice Denis). Hjemme igen frekventerede hun Harald Giersings Malerskole 1916 og Kunstakademiets freskoskole i årene 1930-33, hvor Bille var elev af Elof Risebye. I 1943 modtog hun Serdin Hansens Præmie.
Sigfride Bille arbejdede primært i olie og akvarel men anvendte også i perioder mosaik, keramik og fresko. Hun var primært blomster- og landskabsmaler.
Hun forblev ugift. Hun er begravet på Holmens Kirkegård i København.

## Udvalgte værker
- En vaskekone (1908)
- Fra Luxembourg-haven (udstillet 1920)
- De hellige tre konger (altertavle, før 1924, skænket til Mariaforbundet)
- Mennesker på en landevej (aftrukken fresko, udstillet 1938)
- Polske piger (udst. 1938)
- To danske soldater 9. april 1940 (1943, Serdin Hansens Præmie, Prinsens Livregiment, Viborg)
- Parti fra Venezia

Skriftlige arbejder:
- 3 rejsebeskrivelser fra Persien med tegninger, Politiken, sommeren 1929.